# Armenische Eishockeyliga 2000/01
Die Saison 2000/01 war die erste Spielzeit der armenischen Eishockeyliga, der höchsten armenischen Eishockeyspielklasse. Erster Armenischer Meister wurde der SKA Jerewan.

## Modus
Die beiden Erstplatzierten der Hauptrunde qualifizierten sich für das Meisterschaftsfinale.

## Tabelle
| Pl. | Verein             | Sp. | S | U | N | Tore    | Punkte |
| --- | ------------------ | --- | - | - | - | ------- | ------ |
| 1.  | SKA Jerewan        | 8   | 8 | 0 | 0 | 042:140 | 24     |
| 2.  | Schengawit Jerewan | 8   | 3 | 1 | 4 | 032:290 | 10     |
| 3.  | HC Dinamo Jerewan  | 8   | 0 | 1 | 7 | 032:410 | 01     |

Sp = Spiele, S = Siege, U = unentschieden, N = Niederlagen

## Finale
SKA Jerewan – Schengawit Jerewan 3:0 (5:3, 3:1, 4:2)